# ونکوور (واشینگتن)
ونکوور (به انگلیسی: Vancouver) شهری در شهرستان کلارک، ایالت واشینگتن است که در سرشماری سال ۲۰۱۰ میلادی، ۱۶۱۷۹۱ نفر جمعیت داشته‌است.